# 인지심리학
인지심리학(認知心理學, cognitive psychology)은 실험심리학의 영역 중 하나로, 행동의 주관적인 측면을 중시하여 지식 획득과 심리적 발달 등 관련된 정신적 과정을 탐구하는 심리학의 분야이자 정보처리 관점에서의 인지활동을 연구하는 학문이다. 인지심리학에는 여러 가지 서로 다른 생각들이 혼합되어 있어서 한 사람의 대표자나 잘 짜인 집단에 의해서 대표될 수 있는 나름대로의 체계적 위치를 갖지 못하므로 인지심리학자들의 주장은 다양하며, 오늘날 심리학에서의 여러 가지 연구분야들 중에서 가장 인기가 있다.
1967년, '인지 심리학의 창시자' 혹은 '인지 심리학의 아버지'라고도 평가받는 율릭 나이서(Ulric Neisser)가 "인지 심리학"이라는 제목의 책을 저술, 출판하며 이 분야의 기초를 정립하였고 이후 연구가 활발히 진행되었다. 20세기 전반기의 형태 심리학이나 장 피아제, 레프 비고츠키 등의 인지론적 연구를 이어가는 분야인 동시에 신행동주의 심리학의 발전형으로 볼 수 있다. 현대 과학의 발전으로 심리학에서 영향력있는 연구성과를 보여주고 있다.

## 연구대상
인지심리학은 지각, 이해, 기억, 사고, 학습, 추론, 문제해결과 인간의 고차인지기능을 연구대상으로 한다. 인지심리학의 대상도 앞서 언급한 것 중 기초와 응용으로 크게 두 가지로 분류할 수 있다. 지각, 기억, 주의는 인지심리학 내에서도 기초적인 연구 대상으로 보고 언어, 추론, 문제해결 등은 좀 더 고차적, 응용적인 대상으로 간주한다. 인지심리학은 뇌과학, 신경과학, 신경심리학, 정보과학, 언어학, 인공지능, 컴퓨터 과학 등과 관련이 있다.
심리학의 연구 방법뿐만 아니라, 인지심리학의 연구 성과를 바탕으로 컴퓨터 처리 모형을 구축하거나 사람의 인지모형을 재검증하는 등이 이용되고 있다. 최근에는 의식과 감정, 감성과 같은 문제도 다루고 있다.

## 역사
인지심리학이 활발해지기 전에는 자극-반응(S-R)이라고 하는 도식에 의한 행동주의 심리학이 일반적이었지만, 컴퓨터의 발전에 수반해 정보과학이 발달하면서, 정보과학의 생각이 심리학에 받아들여져 인지심리학이라고 하는 분야가 성립했다. 기존의 자극(환경)에 대한 결과물로 행동을 바라보고 '학습'을 주된 관심으로 가졌다가 단순히 자극의 변화로 행동을 설명하기 어려워지면서 다른 이론적 접근이 필요해졌다. 1967년 율릭 나이서(Ulric Neisser)가 "인지 심리학"이라는 제목의 책을 출판하고 나서, 이 말이 일반적으로 사용되기 시작했다. 인지란 지각·이해·기억·사고·학습·추론·문제 해결 등을 포함한다. 뇌과학, 신경 심리학, 정보과학, 언어학 등과 연관있는 학문이다.
최초의 심리학에 대해 알아보기 위해서는 고대 그리스 시대로 거슬러 올라가야 한다. 고대 그리스 철학자들은 인간의 마음과 행동을 하는 과정에 대한 고민을 하기 시작했다. 기원전 387년, 플라톤은 뇌가 정신적 과정의 중심지라고 주장했다. 1637년 르네 데카르트는 인간이 선천적인 생각을 가지고 태어난다고 가정하고, 물질 이원론(본질적으로 마음과 몸은 두 개의 별개의 물질이라는 생각)으로 알려지게 된 정신-신체 이원론의 개념을 제시했다. 그 이후로 19세기에 걸쳐 인간의 사고가 경험적인 것(경험주의)인지, 아니면 선천적인 지식(합리주의)을 포함하는 것인지에 대한 주요한 논쟁이 이어졌다. 이 논쟁에 참여한 사람들 중에는 경험론의 편에 서 있는 조지 버클리와 존 로크, 그리고 토착주의의 편에 서 있는 이마누엘 칸트가 있었다.
철학적 논쟁이 계속되면서 19세기 중후반은 심리학이 과학적 학문으로 발전하는 데 중요한 시기였다. 나중에 인지심리학에서 중요한 역할을 하게 된 두 가지 발견은 언어 생산에 큰 책임이 있는 뇌의 영역에 대한 폴 브로카의 발견과 언어 이해에 대부분 책임이 있다고 생각되는 영역에 대한 칼 베르니케의 발견이었다. 두 지역 모두 설립자의 이름을 따서 공식적으로 명명되었으며, 이들 지역에서 외상이나 기형으로 인한 개인의 언어 생산이나 이해의 장애는 브로카 실어증과 베르니케 실어증으로 일반적으로 알려져 있다.
1920년대부터 1950년대까지 심리학의 주요 접근법은 행동주의였다. 처음에 그 지지자들은 생각, 생각, 주의, 의식과 같은 정신적 사건들을 관찰할 수 없는 것으로 보았고, 따라서 심리학의 영역 밖으로 나갔다. 행동주의의 경계(지적, 지리적) 밖에서 활동한 인지심리학의 선구자 중 한 명은 장 피아제였다. 1926년부터 1950년대까지 그리고 1980년대까지 그는 어린이와 어른들의 생각, 언어, 지능을 연구했다.
20세기 중반, 인지심리학을 공식적인 사상의 학교로서 영감을 주고 형성하는 세 가지 주요한 영향이 일어났다.
제2차 세계 대전 동안 새로운 전쟁 기술의 발전과 함께, 인간의 성과에 대한 더 큰 이해의 필요성이 부각되었다. 군인들이 신기술을 사용할 수 있도록 어떻게 최적의 훈련을 할 것인가, 압박을 받는 동안 주의해야 할 사항들에 어떻게 대처할 것인가와 같은 문제들은 군인들에게 필요한 영역이 되었다. 행동주의는 이러한 문제에 대한 통찰력을 거의 제공하지 못했고, 이 분야에서 길을 만든 것은 인간 성과 연구와 최근 개발된 정보이론의 개념을 통합한 도널드 브로드벤트의 작업이었다.
컴퓨터 과학의 발전은 인간의 사고와 컴퓨터의 계산 기능 사이에 유사점이 그려지게 하여 심리학적 사고의 완전히 새로운 영역을 열게 했다. 앨런 뉴웰과 허버트 사이먼은 인공지능(AI)의 개념을 개발하는 데 수년을 보냈고, 이후 인공지능의 함의에 대해 인지 심리학자들과 함께 연구했다. 이것은 컴퓨터가 기억 저장과 검색과 같은 것들을 다루는 방식에 따라 패턴화된 정신 기능의 개념화를 장려했고, 그것은 인지주의를 위한 중요한 문을 열게 되었다.
1959년 노암 촘스키의 행동주의와 경험주의에 대한 비판은 "인지 혁명"으로 알려지게 되었다. 심리학 내부에서는 행동주의에 대한 비판으로 J. S. 브루너, J. J. 굿나우 & G. A. 오스틴은 1956년에 "생각의 연구"를 썼다. 1960년에 G. A. 밀러, E. 갤런터, 그리고 K. 프리브람은 그들의 유명한 "행동의 구조와 계획"을 썼다. 같은 해 브루너와 밀러는 하버드 인지 연구 센터를 설립하여 혁명을 제도화하고 인지 과학 분야를 시작했다.
1964년 조지 맨들러의 인간정보처리센터와 같은 연구기관이 설립되었다. 맨들러는 2002년 행동과학사저널에 실린 논문에서 인지심리학의 기원을 설명했다. 율릭 나이서는 1967년에 출판된 그의 저서 《인지 심리학》을 통해 "인지 심리학"이라는 용어를 사용했다. 나이서의 "인지"의 정의는 인지 과정에 대한 당시의 진보적인 개념을 보여준다.
"인지"란 감각 입력이 변형, 감소, 정교화, 저장, 복구 및 사용되는 모든 과정을 말한다. 이미지와 환각처럼 관련된 자극이 없는 상태에서 작동하는 경우에도 이러한 과정과 관련이 있다. 그러한 포괄적인 정의를 고려할 때, 인지는 인간이 할 수 있는 모든 것에 관여한다는 것은 명백하다; 모든 심리적인 현상은 인지적인 현상이다. 그러나 인지심리학이 인간의 모든 활동에 관한 것이지 그 일부에 관한 것이 아님에도 불구하고, 그 우려는 특정한 관점에 관한 것이다.

## 대표적 연구자

### 선구
- 헤르만 에빙하우스 (Hermann Ebbinghaus 1850년 - 1909년)
- 막스 베르트하이머 (Max Wertheimer 1880년 - 1943년)
- 에드워드 톨먼 (Edward Chace Tolman 1886년 - 1959년)
- 프레드릭 바틀렛 (Frederic Charles Bartlett 1886년 - 1969년)
- 쿠르트 코프카 (Kurt Koffka 1886년 - 1941년)
- 볼프강 쾰러 (Wolfgang Kohler 1887년 - 1967년)
- 레프 비고츠키 (Lev Semenovich Vygotsky 1896년 - 1934년)
- 장 피아제 (Jean Piaget 1896년 - 1980년)
- 도널드 올딩 헤브 (Donald Olding Hebb 1904년 - 1985년)

### 개척자
- 제롬 브루너 (Jerome Seymour Bruner 1915년 - )
- 허버트 사이먼 (Herbert A.Simon 1916년 - 2001년)
- 조지 밀러 (George Armitage Miller 1920년 - )
- 도널드 브로드벤트 (Donald Eric Broadbent 1926년 - 1993년)
- 앨런 뉴웰 (Allen Newell 1927년 - 1992년)
- 엔델 툴빙 (Endel Tulving 1927년 - )
- 프랭크 로젠블랏 (Frank Rosenblatt 1928년 - 1969년)
- 울릭 나이서 (Ulric Neisser 1928년 - [2012년])

### 발전
- 대니얼 카너먼 (Daniel Kahneman 1934년 - )
- 도널드 노먼 (Donald Norman 1935년 - )
- 필립 존슨-레어드 (Phlip N. Johnson-Laird 1936년 - )
- 아모스 트버스키 (Amos Tversky 1937년 - 1996년)
- 일리노어 로쉬 (Eleanor Rosch 1938년 – )
- 데이비드 럼멜하트 (David E.Rumelhart 1942년 - 2011년)
- 엘리자베스 로프터스 (Elizabeth F. Loftus 1944년 - )
- 존 R. 앤더슨 (John R. Anderson 1947년 - )
- 제임스 맥클레랜드 (James L.McClelland 1948년 - )
- 스티븐 핑커 (Steven Pinker 1954년 - )
- 데이비드 클락(David Millar Clark)

## 같이 보기
- 인지심리학자 목록
- 인지과학
- 인지신경과학
- 인지편향
- 인지적 구두쇠